# NGC 4822
NGC 4822 est une galaxie lenticulaire située dans la constellation de la Vierge. Sa vitesse par rapport au fond diffus cosmologique est de 4 258 ± 45 km/s, ce qui correspond à une distance de Hubble de 62,8 ± 4,4 Mpc (∼205 millions d'al). NGC 4822 a été découverte par l'astronome allemand Wilhelm Tempel en 1882.
À ce jour, une mesure non basée sur le décalage vers le rouge (redshift) donne une distance d'environ 52,000 Mpc (∼170 millions d'al). Cette valeur est à l'extérieur des valeurs de la distance de Hubble, mais compatible avec celles-ci. Notons cependant que c'est avec la valeur moyenne des mesures indépendantes, lorsqu'elles existent, que la base de données NASA/IPAC calcule le diamètre d'une galaxie et qu'en conséquence le diamètre de NGC 4822 pourrait être d'environ 22,5 kpc (∼73 400 al) si on utilisait la distance de Hubble pour le calculer.